# Nick Caistor
Nick Caistor (15 de julio de 1946) es un traductor británico. 
Traduce desde el español y portugués hacia el inglés. Se destaca por su labor en literatura latinoamericana de la cual ha traducido al inglés más de 40 libros.
Fue laureado con el Premio Valle-Inclán en traducción. Contribuye habitualmente en BBC Radio 4, BBC World Service, The Times Literary Supplement y The Guardian. 
Reside en Norwich y está casado con su colega Amanda Hopkinson.

## Traducciones
- Luis Gutiérrez Maluenda, Music for the Dead
- César Aira, The Hare
- Roberto Arlt, The Seven Madmen
- Dulce Chacón, The Sleeping Voice
- Paulo Coelho, The Devil and Miss Prym (con Amanda Hopkinson)
- Edgardo Cozarinsky, The Bride from Odessa
- Edgardo Cozarinsky, The Moldavian Pimp
- Rolo Diez, Tequila Blue
- Eugenio Dittborn, Mapa: Airmail Paintings (con Claudia Rousseau)
- Carlos María Domínguez, The House of Paper (con Peter Sis)
- Ildefonso Falcones, Cathedral of the Sea
- Rodolfo Fogwill, Malvinas Requiem
- Alicia Gimenez-Bartlett, Dog Day
- Alicia Gimenez-Bartlett, Prime Time Suspect
- Martin Kohan, Seconds Out
- Martin Kohan, School For Patriots
- Pedro Mairal, The Missing Year of Juan Salvatierra
- Juan Marsé, Shanghai Nights
- Alberto Mendez, Blind Sunflowers
- Eduardo Mendoza, A Light Comedy
- Eduardo Mendoza, An Englishman in Madrid
- Eduardo Mendoza, The Year of the Flood
- Eduardo Mendoza, The Mystery of the Enchanted Crypt
- Eduardo Mendoza, No Word from Gurb
- Andres Neuman, Talking to Ourselves
- Andres Neuman, Traveler of the Century (with  Lorenza García)
- Juan Carlos Onetti, The Shipyard
- Guillermo Orsi, No-one Loves a Policeman
- Guillermo Orsi, Holy City
- Hernando Calvo Ospina, ¡Salsa!: Havana Heat, Bronx Beat
- Felix J. Palma, The Map of Time
- Felix J Palma, The Map of the Sky
- Alan Pauls, The Past
- Napoleón Baccino Ponce de León, Five Black Ships: A Novel of the Discoverers
- Carmen Posadas, Child's Play (con Amanda Hopkinson)
- Julián Ríos, Procession of Shadows
- Alonso Salazar, Born to Die in Medellin (introducción de Colin Harding)
- José Saramago, Journey to Portugal (con Amanda Hopkinson)
- Lorenzo Silva, The Faint-Hearted Bolshevik (con Isabelle Kaufeler)
- Dominique Sylvain, The Dark Angel: A Diesel and Jost Investigation
- Valérie Tasso, Insatiable: The Erotic Adventures Of A French Girl In Spain
- Manuel Vazquez Montalban, The Buenos Aires Quintet (Pepe Carvalho Mysteries)
- Manuel Vazquez Montalban, Tattoo
- Manuel Vázquez Montalban, The Man of My Life
- Pedro Zarraluki, The History of Silence